# Linia autobusowa nr 983 w Słubicach i Frankfurcie nad Odrą

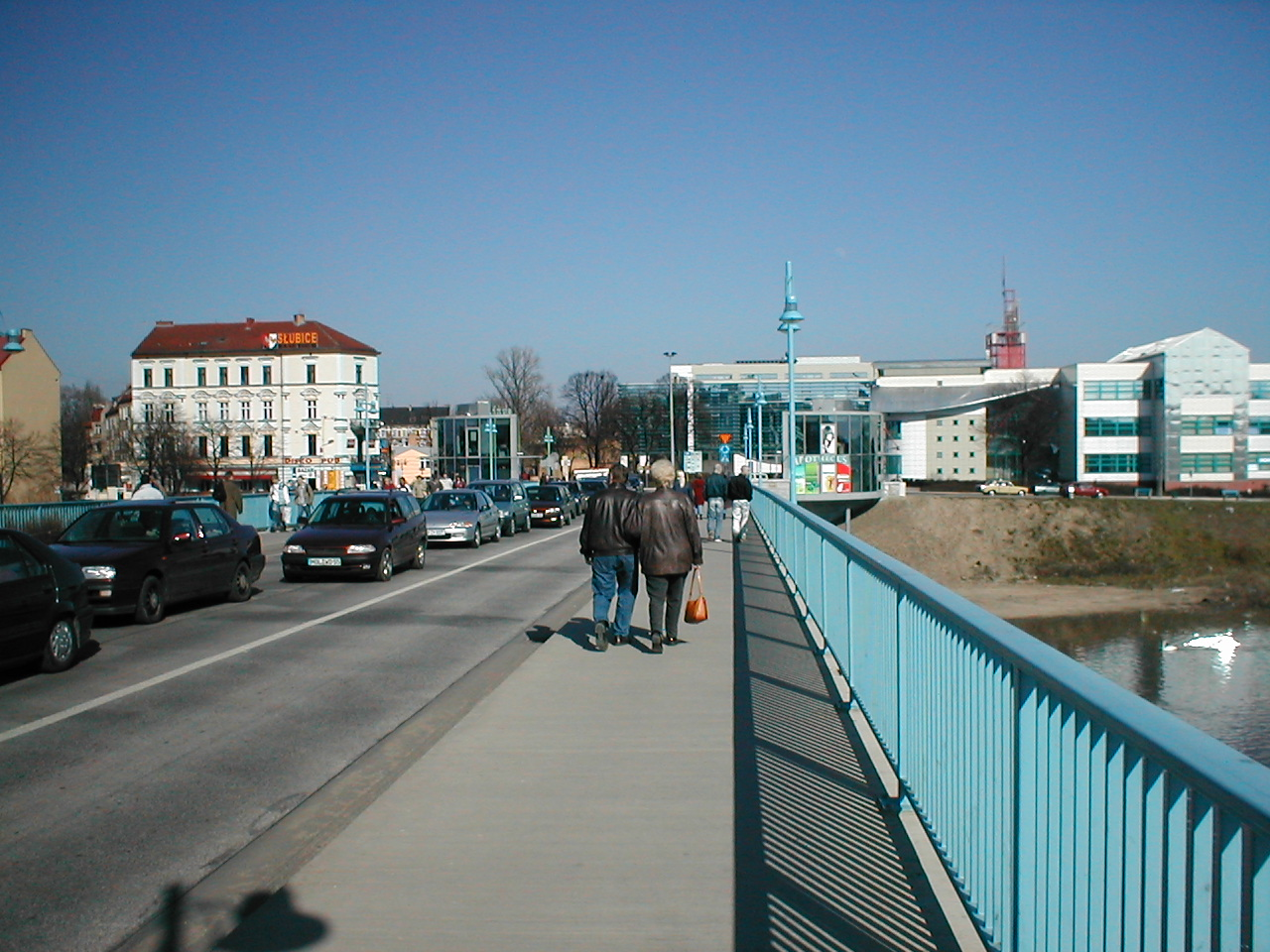
Most graniczny między dwoma miastami, którym codziennie kursuje autobus

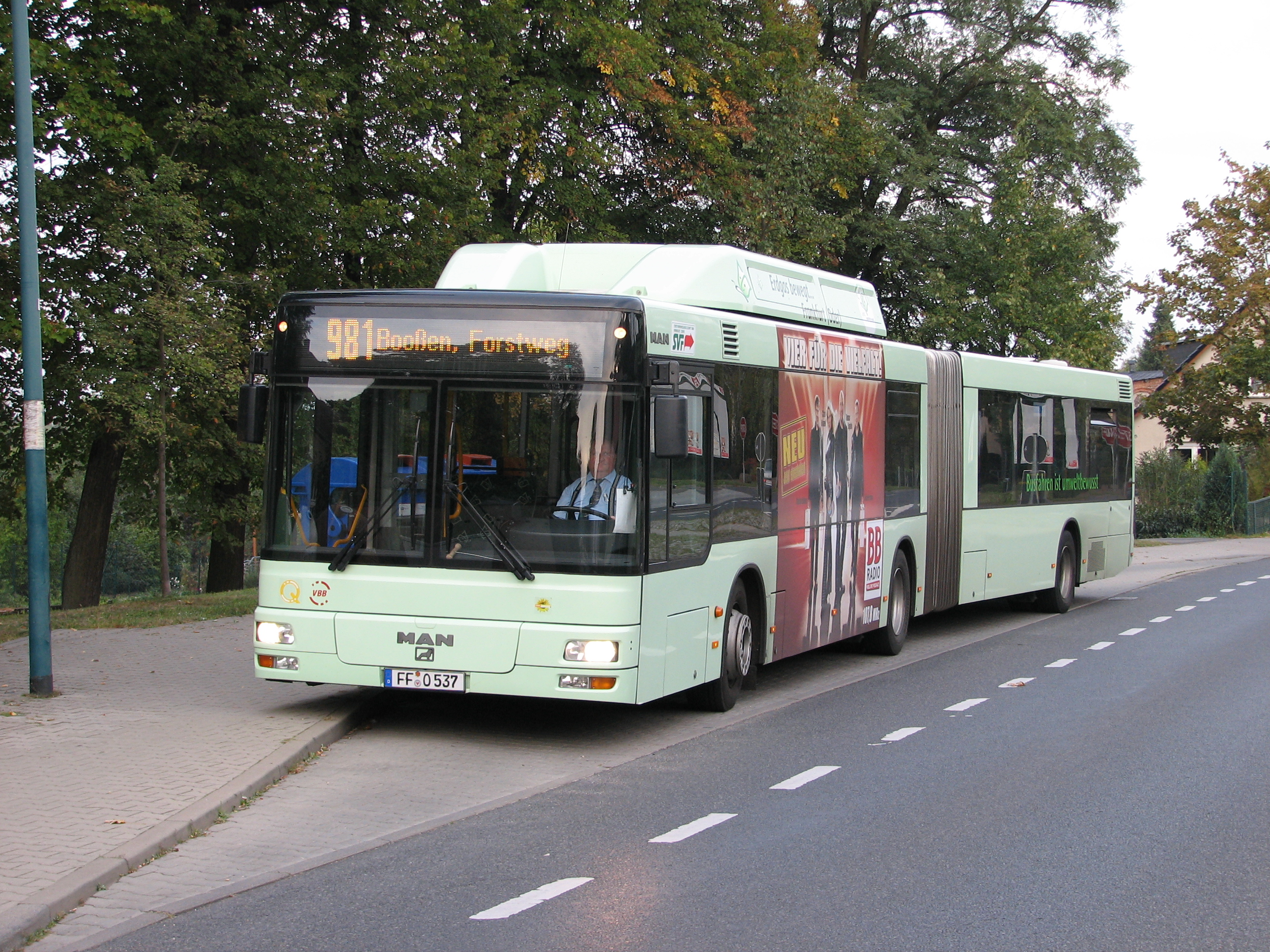
Autobus miejski we Frankfurcie (autobusy tego typu i w takiej samej kolorystyce, lecz nie przegubowe, kursują na linii 983)

Linia autobusowa nr 983 w Słubicach i Frankfurcie nad Odrą – pierwsza w historii polsko-niemiecka transgraniczna miejska linia autobusowa komunikacji publicznej, łącząca polskie Słubice z niemieckim Frankfurtem nad Odrą, kursująca od 9 grudnia 2012. Jej funkcjonowanie oparte jest na porozumieniu pomiędzy Gminą Słubice a Miejską Spółką Komunikacyjną Frankfurt nad Odrą (SVF). Kursuje ona od frankfurckiego dworca do słubickiego Placu Bohaterów. W godzinach 9-13 stacją początkową po niemieckiej stronie jest plac przed Europejskim Uniwersytetem Viadrina. Cena biletu uiszczana jest w euro i wynosi 1,70 €. Częstotliwość kursów wynosi 30–60 minut.
Linia jest owocem wieloletnich starań obu stron odnośnie do zorganizowania transgranicznego transportu publicznego. Początkowo celem była budowa linii tramwajowej, pomysł blokowany był jednak przez brak wyraźnej aprobaty mieszkańców Frankfurtu, którzy w referendum opowiedzieli się za rezygnacją z realizacji wspólnej komunikacji miejskiej ze Słubicami w formie tramwaju. Obecna linia 983 współfinansowana jest ze środków SVF, z budżetu gminnego Słubic, a także z obowiązkowych biletów semestralnych studentów Uniwersytetu Viadrina.

## Przebieg trasy
Trasa przejazdu liczy w przybliżeniu 8 km, a przejechanie jej zajmuje autobusom około 20 minut. W wariancie zwykłym (tj. poza godzinami 9-13, gdzie trasa kończy się pod Uniwersytetem) autobus zatrzymuje się na 8 przystankach. W drodze powrotnej liczba ta wynosi pięć, gdyż wszystkie przystanki słubickie są jednokierunkowe i nie są obsługiwane w drodze powrotnej. Oznacza to, że po wyjeździe z pętli Plac Bohaterów jedyną stacją po polskiej stronie jest Plac Frankfurcki. Wszystkie przystanki niemieckie umożliwiają przesiadki na inne linie miejskie obsługiwane przez frankfurckie przedsiębiorstwo komunikacyjne, zarówno tramwajowe (1, 2, 3, 4), jak i autobusowe (980, 981, 985). Niektóre przystanki polskie (np. Intermarché) dodatkowo wykorzystywane są przez autobusową komunikację międzymiastową (Transhand Słubice, PKS Zielona Góra). Przystanki polskie noszą zarówno oznaczenie niemieckie (żółta litera H umieszczona w zielonym kole z żółtą obwódką), jak i polskie (znak D-15, oznaczający przystanek autobusowy).